# Werkatze

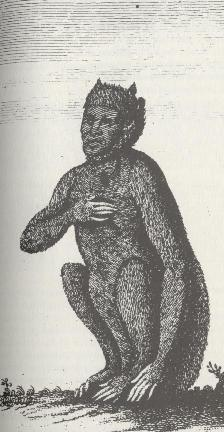
Stich aus dem Jahr 1763. Darstellung eines Wertigers.

Eine Werkatze, auch Katzenmensch oder Ailuranthrop genannt, ist in Mythologie, Sage und Dichtung ein Gestaltwandler, der ähnlich wie ein Werwolf zu den Therianthropen gezählt wird.
Der Begriff Werkatze ist ein Sammelbegriff, der sich auf alle Arten von Katzen bezieht, sowohl Hauskatzen, Tiger, Löwen, Leoparden, Luchse, als auch jede andere Art von anthropomorpher Kreatur mit katzenähnlichem Erscheinungsbild beziehen kann. Normalerweise können sich Werkatzen nur in eine bestimmte Katzenart und nicht in verschiedene Arten verwandeln.

## Ailuranthropie
Der Begriff ist eine eher unbekannte Beschreibung für die feline Form der Therianthropie, den Glauben, sich in ein Tier – hier speziell in eine Katze – zu verwandeln. „Ailuranthropie“ setzt sich aus den griechischen Wörtern αἴλουρος ailouros ‚Katze‘ und ἄνθρωπος anthropos ‚Mensch‘ zusammen. Ailuros ist auch der griechische Name für Bastet, die ägyptische Katzengöttin.

## Katzenmenschen

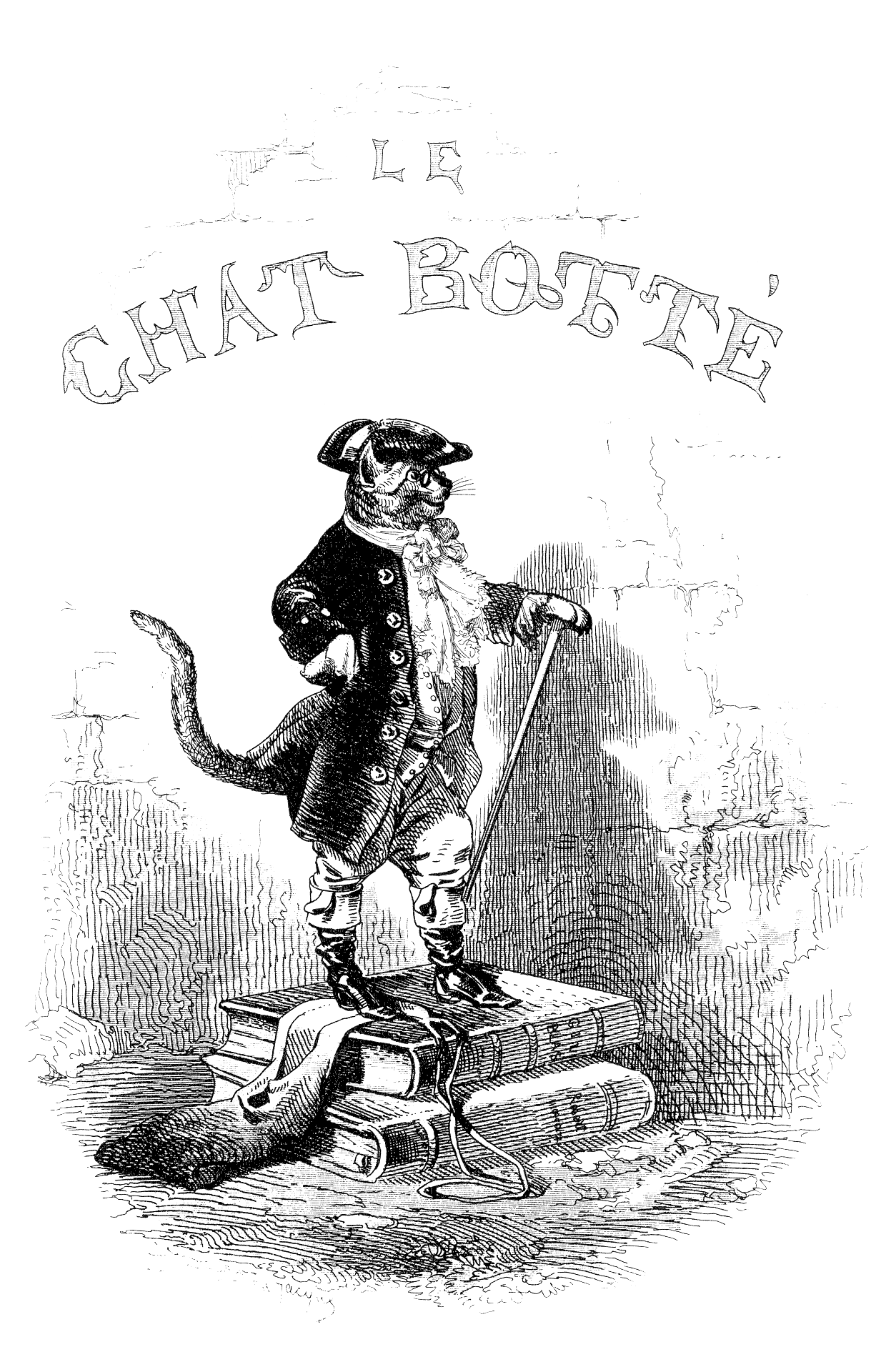
Der gestiefelte Kater. Französische Illustration von 1843

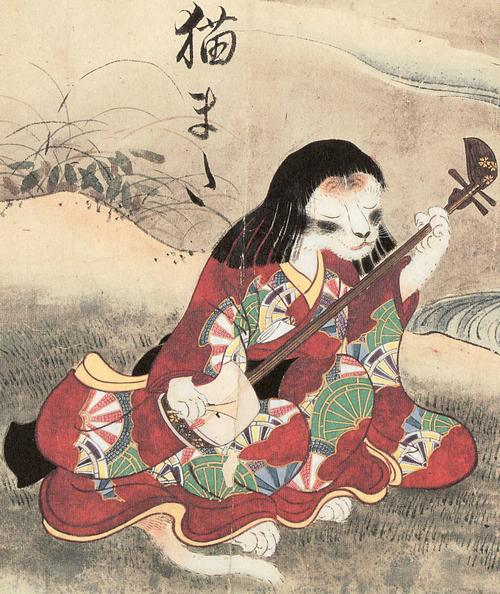
Nekomata mit Shamisen im Hyakkai-Zukan (百怪図巻) von 1737

Als Unterart der Werkatzen ist der Katzenmensch ein Mischwesen aus Mensch und Katze, das sich aus einer Katze entwickelt hat und deren Erscheinungsform von jeder Art von anthropomorphen Wesen mit katzenähnlichem Erscheinungsbild bis hin zum Menschen mit katzenartigem Benehmen gefächert ist. Der bekannteste Vertreter ist wahrscheinlich Der gestiefelte Kater, der neben seinem englischen „Verwandten“ (Dick Whittingtons Kater) auch einige weibliche „Verwandte“ hat.
In einer dem Griechen Äsop zugeschriebenen Fabel hatte sich eine Katze in einen Jüngling verliebt. Da ihr Begehren so stark war, erhörte die Göttin Venus ihr Gebet und verwandelte sie in eine verführerische junge Frau. Trotz ihres menschlichen Körpers jedoch jagte sie jeder Maus nach, die sie erblickte, worauf die erzürnte Göttin sie wieder in eine Katze zurückverwandelte. Diese Fabel inspirierte Jean de La Fontaine zu seiner Versfabel Die in ein Weib verwandelte Katze und findet sich auch als Grundidee in der Geschichte Die geheimnisvolle Minusch von Annie M. G. Schmidt und im gleichnamigen Film wieder.
In Rumänien erzählt man sich, dass die Katze aus der Frau entstanden sei. Deren Name war Kata, und deshalb wurde das neu entstandene Lebewesen so benannt. Nach einer ungarischen Sage wiederum soll Eva aus dem Schwanz einer Katze entstanden sein. Als Gott Adams Rippe herausnahm, um daraus die Frau zu formen, soll diese von der Katze geschnappt worden sein. Sie rannte davon, aber Gott erwischte ihren Schwanz und formte Eva daraus.
Erwähnenswert ist auch die Sphinx, ein Halbwesen mit Zauberkräften, halb Mensch, halb Löwe, das in der griechischen Mythologie als weibliches bzw. in der ägyptischen als männliches Wesen galt. Diese soll, nach griechischem Glauben, auf einem Berg in der Nähe des späteren Theben die vorbeikommenden Reisenden stets erwürgt haben, wenn diese das von ihr gestellte Rätsel nicht lösen konnten. Bei den Ägyptern findet sich die Sphinx als Symbol für den Sonnengott bzw. den Pharao als Wächter vor Tempeleingängen und Grabstätten wieder.
In der japanischen Folklore gibt es die Bakeneko (übersetzt etwa Monster- oder Geisterkatze), magiebegabte Hauskatzen, die sich gerne in ältere Menschen verwandeln bzw. die verwandte Nekomata, die man an ihrem gegabelten Schwanz erkennt. Im Gegensatz dazu sollen die Nekomusume (übersetzt etwa Katzenmädchen) bevorzugt eine jüngere Gestalt annehmen. In Mangas und Animes ist vor allem die Form der Nekomimi (猫耳, Katzenohren), die zu den Kemonomimi gezählt werden, verbreitet und bei Cosplayern sehr beliebt. Aber auch in der Literatur findet man einige Geschichten z. B. La Japonesa in der Sammlung Mexican Ghost Tales of the Southwest des mexikanisch-amerikanischen Autors Alfred Avila.
In der Literatur gibt es auch gemeinsame Auftritte mit Werkatzen als „Rollentausch“ von Katze und Mensch im Katzenmärchen Auf Wiedersehen in Kenilworth von Peter Rühmkorf oder Bewusstseinstausch im Katzenkrimi Die neun Leben des Win Fortesuce von Marian Babson.

## Legenden und Sagen über Werkatzen
Je nach Kontinent kann der Grund der Verwandlung und Art der Katze variieren, basierend auf den wildlebenden Arten der Umgebung, in der die Legende entstand. Der Begriff „Werkatze“ kam erst im späten 19. Jahrhundert auf. Typische Gründe für eine Verwandlung sind Überwerfen einer Tierhaut, komplizierte Rituale, Zauber, Flüche, aber auch Verwandtschaft mit Tieren wie z. B. in einigen keltischen Sagen über alte schottische und irische Familien.

### Europa
Werkatzen sind in europäischen Erzählungen eher selten. Hauptsächlich treten hier Hauskatzen, die gigantische Ausmaße erreichen können, oder Panther auf.
Von der positiven Seite zeigt sich die Werkatze vor allem in der Märchen- und Sagenwelt als hilfreicher Gefährte oder als, meist mit dem gesamten Hofstaat, verzauberte Katzenprinzessin.
In Ungarn bekannt ist der Aberglaube, dass sich sieben- bis zwölfjährige Katzen in Hexen verwandeln können, sollte man nicht ein Kreuz in die Haut des Tieres ritzen.
Dass Hexen eng mit Katzen in Verbindung gebracht wurden, zeigt sich auch in einer Art Hexenprobe, der darin bestand eine Katze in eine Schüssel mit Weihwasser zu setzen. Versuchte das Tier zu fliehen, war es eine verwandelte Hexe.
Der Hexenhammer, Malleus Maleficarum, schreibt Hexen die Fähigkeit zu, sich mit Hilfe von Dämonen scheinbar in Katzen verwandeln zu können. Dabei gab es eine deutliche Rollenverteilung: Es waren vor allem Frauen, denen vorgeworfen wurde, sich als Hexen in Katzen zu verwandeln zu können, während Männer vor allem als Werwölfe angeklagt wurden. Auch die Mittel zur Verwandlung waren darauf abgestimmt: Frauen sollten Tierhäute und Schmier, einer Art Zaubersalbe, verwenden, Männer hingegen Gürtel.
Ein Beispiel für Zauberformeln bietet die „freiwillige“ Aussage der als Hexe angeklagten Schottin Isobel Gowdie von 1662, nach der sie sich in verschiedene Tiere, unter anderem auch in einer Katze, verwandeln könne. Für die Verwandlung in eine Katze sollte man dreimal diesen Vers wiederholen:
Ich werde in eine Katze hinein schlüpfen,
Mit Jammern und Seufzen und einer kleinen schwarzen Kugel;
Ich gehe in des Teufels Namen;
Ach, obwohl ich wieder nach Hause komme.
Für die Rückverwandlung sollte folgender Vers sorgen:
Katze, Katze, Gott schicke dir eine kleine schwarze Kugel,
Ich bin jetzt in einer Katze Gestalt,
Doch gleich werd’ ich haben Frauengestalt,
Katze, Katze, Gott schicke dir eine kleine schwarze Kugel.
Die Form der Katze soll dem Volksglauben nach zur Spionage oder zum Stehlen verwendet worden sein. Deshalb wurden in einigen Regionen keine wichtigen Familienangelegenheiten in der Nähe von Katzen besprochen. Bei reichen und unabhängigen Frauen nahm man an, dass sie sich in der Nacht verwandelten, um Wertsachen zu stehlen, arme Frauen hingegen, um an persönliche Gegenstände zum Behexen ihrer Opfer zu kommen.
Außerdem sollte einer Hexe die Verwandlung in eine Katze nur neun Mal gelingen, aufgrund der neun Leben einer Katze. Verletzungen, die während der Verwandlung entstanden und auch nach der Rückverwandlung bestehen blieben, galten als Beweis. Die Annahme, man könne eine Hexe in Tiergestalt nur mit einer silbernen Kugel töten, entstand vor allem durch die Verbindung von Hexen und Werwölfen in den Hexenprozessen. Durch den Rückgang der Wolfsbestände kam es auch zu einer verstärkten Beachtung anderer Hexentiere. Der „Silberkugel-Mythos“ hat sich heutzutage nur noch in der Lykanthropie erhalten.
Ein Vertreter der Werkatzen im Vampirismus ist der Moroiu, der aus begrabenen, ungetauften Kindern entsteht und seine Form erst sieben Jahre nach deren Tod annimmt, falls sie bis dahin nicht nachträglich getauft wurden. Er erscheint unter anderem als Katze, die sich auf Reisende stürzt.

### Afrika

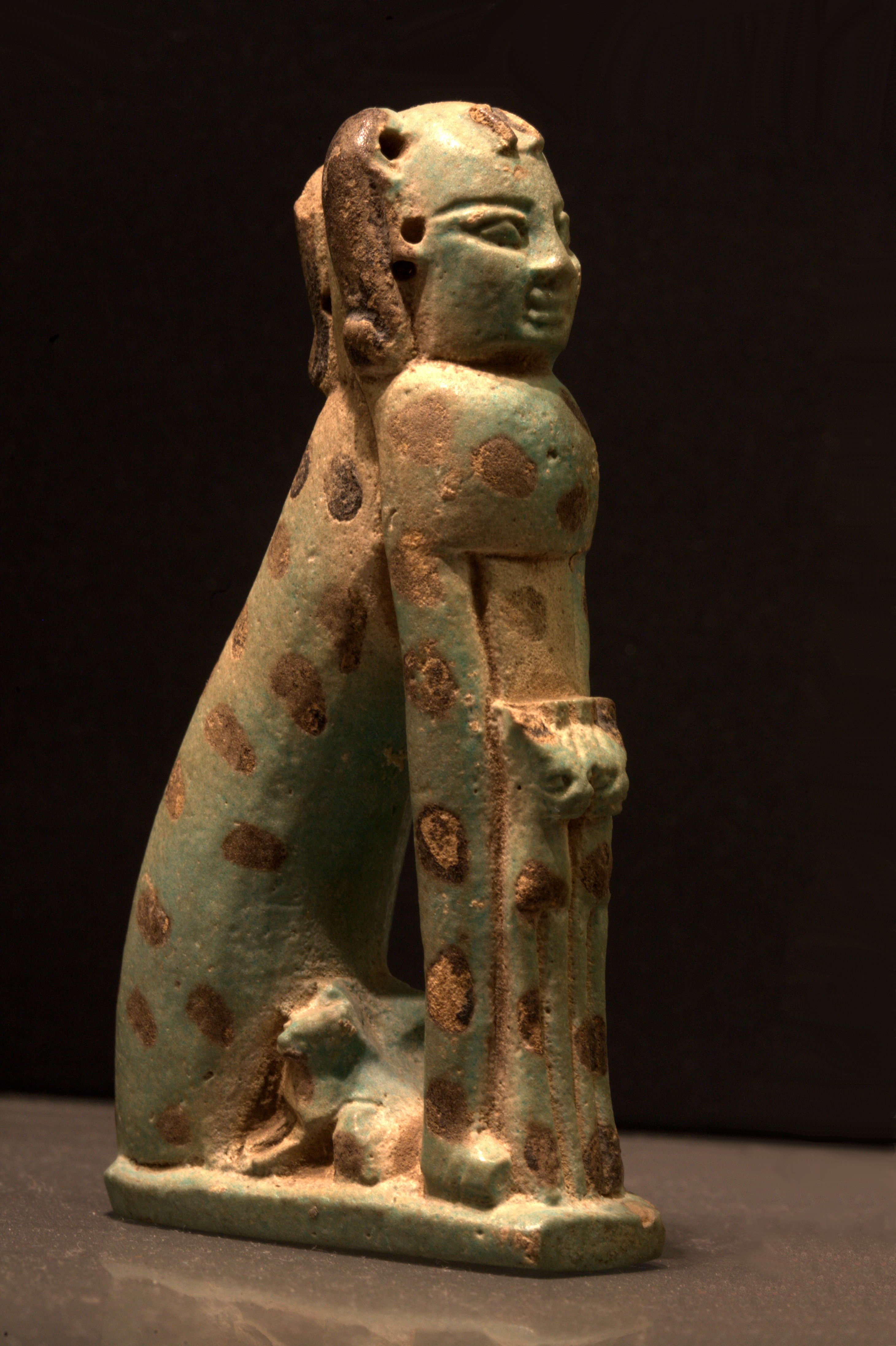
Statur einer Katze mit nubischen Frauenkopf (ausgestellt im Louvre)

Afrikanische Legenden erzählen vor allem von Menschen, die sich in Löwen und Leoparden verwandeln. Letztere stehen für Götter und Göttinnen, die Beziehungen mit Menschen eingehen, aus denen Kinder mit speziellen Kräften hervorgehen, die sich aber nicht verwandeln können. Ein Beispiel hierfür sind die Könige von Dahomey, die ihre Herkunft auf eine Vereinigung zwischen einem Menschen und einer Leopardin zurückführten; das Volk bezeichnete sich selbst daher manchmal als „Leopardenkinder“. Bei den Igbo herrschte der Glaube, dass die Besten der Gesellschaft als Elefanten oder Leoparden wiedergeboren werden.
Auch Löwen können für die Wiedergeburt von Menschen stehen, wobei diese in früheren Leben Könige, Königinnen oder Führungspersonen waren und in dieser Form gegen eindringende Europäer vorgehen. Ein bekanntes Beispiel hierfür ist die Geschichte der „Menschenfresser von Tsavo“ von John Henry Patterson.
Die ägyptische Mythologie bietet einige interessante Beispiele für Werkatzen in der vermenschlichten Form der Tiergottheiten wie Bastet und Sachmet.
Bastet, die als Göttin der Fruchtbarkeit und Liebe ein eher sanftes Wesen hat und symbolisch für die Ägyptische Mau, dem Vorfahren der heutigen Hauskatze, steht. Ursprünglich besaß sie sowohl zornige als auch sanfte Eigenschaften und wurde in der Frühzeit als Löwin dargestellt, wodurch sie leicht mit Menhit, Sachmet oder Thermutis zu verwechseln ist. Später erfolgte ihre Darstellung als sitzende Katze oder Frau mit Katzenkopf, auch die Katzenmutter mit menschlichem Kopf war eine beliebte Darstellungsart in Form von Talismanen, Amuletten und Statuetten.
Die Göttin Sachmet übernahm im Laufe der Zeit das wütende Wesen von Bastet und symbolisiert mit ihrem Beinamen Die Herrin des Zitterns vor allem das Zerstörerische und Böse im Charakter einer Katze. Sie wird auch als Bastets zerstörerischer Schatten bezeichnet, ist aber auf ihrer friedlichen Seite auch als Liebesgöttin bekannt und steht ähnlich wie Menhit oder Thermutis symbolisch für den Löwen.

### Asien
Auf dem asiatischen Festland sind vor allem Tiger als Erscheinungsform verbreitet, speziell den als Menschenfresser bekannten Tieren wurde nachgesagt, dass sie Wertiger sind. In Indien und Thailand sind es vor allem Zauberer, die durch die Verwandlung den Viehbestand bedrohen, allerdings sind in Thailand eher Erzählungen von Werkrokodilen als Wertigern verbreitet. Indische Wertiger tragen außerdem auch die Seelen Toter, um diese für ihre bösen Taten im Vorleben zu bestrafen.
Chinesische Legenden, vor allem von Han-Chinesen, zeigen den Wertiger als Opfer von erblichen Flüchen oder nachtragenden Geistern, wobei sie ihre Energie darauf verwenden sollen, dass mehr Menschen, speziell ihre Feinde, Opfer von Tigern werden. In Indonesien und Malaysia üben Wertiger Rache, z. B. wegen verwehrter Almosen und anderer Ungerechtigkeiten oder schützen nachts die Maisfelder vor Wildschweinen, ähnlich den Magiern von Yucatán in Mesoamerika (Mittelamerika). Dabei machen die Gestaltwandler keinen Unterschied zwischen Freund und Feind, falls man sie nicht mit Namen anspricht.
Es gibt aber nicht nur Legenden über Wertiger, sondern auch von anderen Arten, z. B. wird vom Milarepa, einem tibetischen Dichtermönch, erzählt, dass er nach sechsmonatiger Gefangenschaft in der Großen Höhle der Kämpfenden Dämonen, von seinen Schülern in der Gestalt eines Schneeleoparden gefunden wurde.
In den Mythen der Garo im Nordosten Indiens über Wertiger lassen sich mehrere Typen unterscheiden. Hierzu gehört eine „Tigerkrankheit“, über die Ende des 18. Jahrhunderts berichtet wurde. Von dieser Geisteskrankheit befallene Männer sollen, sich wild wie Tiger bewegend, auf der Straße Schrecken verbreitet haben. Gestaltwandler, die Menschen- und Tigergestalt annehmen können, sind bei den Garo als matchadus (von matcha, „Tiger“) bekannt. Sie werden als eine Menschenfresserhorde beschrieben, die in eigenen Dörfern tief im Dschungel lebt. Gelegentlich gelingt es in den Volkserzählungen einem Garo-Helden, eine der matchadus-Bestien zu töten. Das Phänomen der psychischen Verwandlung eines Menschen im Traum in einen Tiger nennen die Garo matchapilgipa. Die Lebensseele verlässt den träumenden oder in Trance befindlichen Menschen und verkörpert sich in einem wilden Tier. Der matchapilgipa erlebt sich im Traum als Tiger, der ein Haustier oder einen Menschen anfällt.

### Amerika

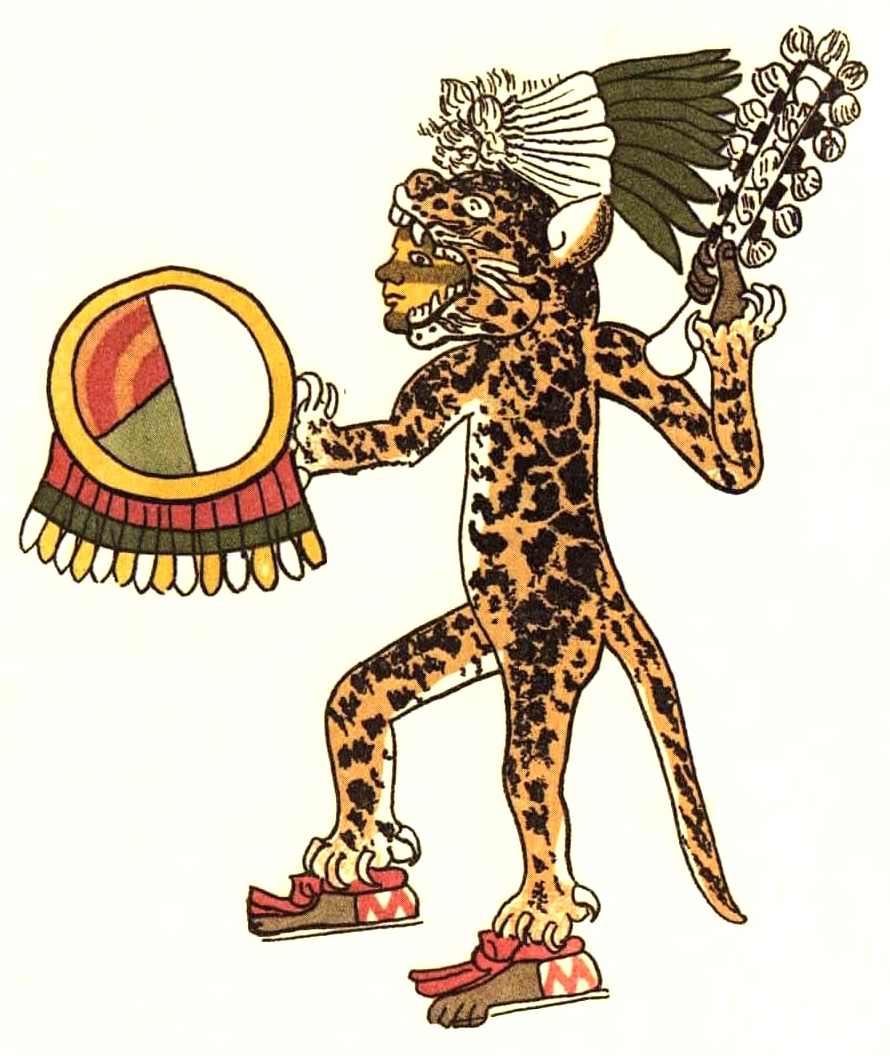
Jaguarkrieger in einer Darstellung der Azteken

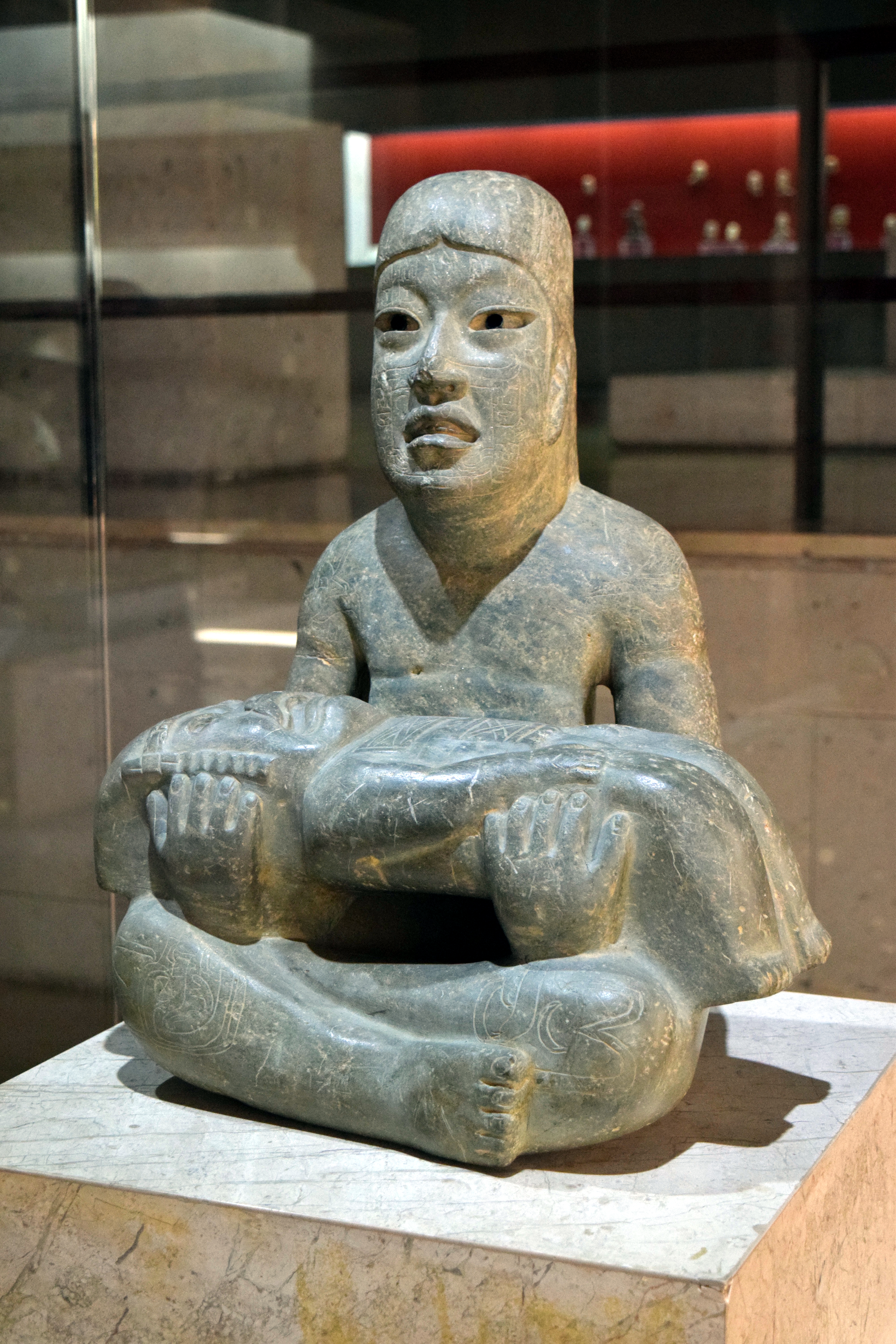
Olmekische Nephritplastik aus Veracruz

Bei den Prä-Kolumbianischen Kulturen war vor allem der Kult des Jaguarmanns (Werjaguar) ein mächtiger Mythos der als ein Sonnen- und Göttersymbol galt. Bei den Azteken gab es die Kriegerkaste der Jaguarkrieger, Elitekrieger, die zum Beispiel Jaguarfelle als Teile ihrer Rüstung nutzen. Erwähnenswert ist außerdem ein von Archäologen in Guatemala gefundenes Instrument der Maya, eine Art Brummtopf, mit dem man die Stimme eines Jaguars imitieren kann.
Olmeken fertigten stilisierte Werjaguarmasken sowie Kleinplastiken aus Jade. Ein Beispiel beinhaltet das berühmte Las-Limas-Monument 1 diese Vorstellung in einer Nephritplastik, die einen Jugendlichen darstellt, welcher ein schmächtiges Werjaguarbaby in den Armen hält.
Moderne Legenden in Südamerika beschreiben eine Variante des „verschwundenen Anhalters“ oder geheimen Killers der Regierung bzw. organisierten Verbrechen. Außerdem wird, einem Aberglauben zur Folge, Obdachlosen abgeraten, Katzenminze mit sich herumzutragen, da Werkatzen diese mögen und davon angezogen werden. Das Gegenstück zur Katzenminze sollen Hundeknochen sein, die von den Werjaguaren als Hassobjekt angesehen werden und abschreckend wirken sollen.
In den USA gibt es Legenden über zweibeinige katzenartige Verwandte des Bigfoots, mit Katzenköpfen, -pfoten oder anderen katzenartigen Merkmalen, die kryptozoologisch zu den Werkatzen gezählt werden.
Die Vereinigten Staaten sind aber auch Geburtsstätte vieler Richtungen der sogenannten New-Age-Religionen, in denen der Totem-Kult der Ureinwohner Amerikas miteinbezogen wurde und Gestaltwandler eine große Rolle spielen.
Es gibt aber auch Einzelpersonen, die sich auch auf den Totem-Kult als Teil ihrer Herkunft beziehen und ihren Körper durch Operationen und Tattoos in die Form ihres Totem umwandeln wollen. Einer der berühmtesten Vertreter dieser Personengruppe war der Künstler „Stalking Cat“, der, durch sein Vorhaben sein Aussehen einem Tiger anzugleichen, eine große Bekanntheit erlangte.

## Werkatzen in der Unterhaltungsindustrie (Auswahl)

### Filme
- In Das Königreich der Katzen verwandelt sich Haru Yoshioka in eine aufrechtgehende Hauskatze.
- Die Schlafwandler in Stephen Kings Schlafwandler haben ein katzenartiges Erscheinungsbild.
- In Die Katzengöttin (The Cat Creature) von Curtis Harrington (1973) spielt die ägyptische Göttin Bastet eine entscheidende Rolle.
- In dem Spielfilm The Leopard Man von 1943 täuscht ein Mensch die Existenz eines Jaguarmannes vor, um eigene Morde zu verschleiern.
- In dem Spielfilm The Catman of Paris von 1946 verwandelt sich ein Mensch gezielt in eine Werkatze, um Menschen zu ermorden.
- In Val Lewtons Katzenmenschen (1942) und im Remake von 1982 (mit Nastassja Kinski) wird Erregung als Verwandlungsgrund angedeutet bzw. gezeigt.
- In Batmans Rückkehr (1992) verwandelt sich Selina Kyle (Michelle Pfeiffer) in Catwoman und hat als Katze 9 Leben.
- In Catwoman (2004) wird Patience Phillips (Halle Berry) von einer Katze namens Midnight wieder zum Leben erweckt und verwandelt sich in Catwoman.

### TV-Serien, Musikvideos & Dokumentationen
- In der Serie She-Ra kann sich die Schurkin Catra in einen Panther verwandeln bzw. ist im Reboot von 2018 She-Ra und die Rebellen-Prinzessinnen als Katzenmenschen zu sehen.
- Die Hauptfiguren in der Serie ThunderCats kommen von einem mit katzenähnlichen Wesen bewohnten Planeten.
- Nefertina aus der Serie Mummies Alive verwandelt sich während einer Folge in eine Werkatze.
- In der Serie Doctor Who gibt es verschiedene humanuide Katzenvölker unter anderem die Catkind, die in ihrer Jugend wie „normale“ Kätzchen aussehen.
  - Die bekanntesten Vertreter der Catkinds sind die Schwestern der Vollkommenheit (auch bekannt als „Schwestern der Fülle“ [Übers. von: „Sisters of Plenitude“]), die ein Hospital in New New York betreiben.
  - Außerdem gibt es einen Virus, der für die Verwandlung von anderen Spezies in Gepardenmenschen verantwortlich ist.
- Im Musikvideo Thriller von Michael Jackson verwandelt er sich in eine Werkatze.
- Im Musikvideo Eaten Alive von Diana Ross verwandelt sie sich in einen schwarzen Panther.
- In der Serie Monster High gibt es Werkatzenschüler, die unter anderem dem Cheerleader-Team angehören.
- In der Serie Billy the Cat wird ein Junge von einem Zauberer in eine Katze verwandelt.
- In der Serie True Blood taucht im Laufe der dritten Staffel eine Gruppe Werpanther auf.
- In der Serie Grimm gibt es verschiedene katzenähnliche Wesen, die sich als Mensch tarnen.
- In der Serie Teen Wolf kommen in der 4. Staffel Werjaguare vor.

### Comic- und Mangaserien
- In der Manga-/Anime-Reihe Bleach kann Yoruichi Shihoin durch Konzentration in eine Katze verwandeln.
- Shampoo aus der Manga-Reihe Ranma ½ von Rumiko Takahashi verwandelt sich bei Berührung mit kaltem Wasser in eine Katze.
- Eine der Hauptfiguren in der Comic-Serie „Gold Digger“ von Fred Perry, Brittany Diggers, ist ein Wergepard.

### Spiele
- Diverse Charakter in der Beat'em-Up-Spiele-Serie Bloody Roar können sich in Katzen bzw. Halbkatzen verwandeln.
- Die Charakter-Klasse der Druide im MMORPG World of Warcraft hat die Fähigkeit sich in Werkatzen verwandeln.
- Nine Tribes of Twilight: The Player Guide to Werecats for Werewolf, The Apocalypse; Bastet, ISBN 1-56504-335-9.
- Als Wertiger-Charakter Delmair im Computerspiel Eye of the Beholder 3: Assault on Myth Drannor sowie allgemein in Rollenspielen von Dungeons & Dragons.
- In der World of Darkness (WoD), einem Pen-&-Paper-Rollenspiel, werden Katzengestaltwandler Bastet genannt. Diese werden in verschiedene Stämme unterteilt, welche auch ihre Tierform bestimmt.
- In den Computerspielen der The-Elder-Scrolls-Reihe gibt es eine Rasse, Khajiit, welche Katzenmenschen sind.
- Im MMORPG Perfect World International (PWI) gibt es eine Rasse namens Chimären, in der man zwischen Vulperine und Biestkrieger wählen kann, Vulperinen sind Wesen mit Menschenkörper aber Tierohren und -schwanz und Biestkrieger sind Wesen mit ebenfalls Menschenkörper und Tierkopf. Beide können sich in ein Tier verwandeln, die Vulperine in einen Fuchs und der Biestkrieger in einen weißen Tiger.
- In der Figuren-Serie „Bayala“ von Schleich gibt es zwei Katzenmenschen (Liassa [Gepardenfrau] und Noctis [Pantermensch]), die mit tierischem Begleiter geliefert werden.